# Cyrtandra kaniensis
Cyrtandra kaniensis är en tvåhjärtbladig växtart som beskrevs av Rudolf Schlechter. Cyrtandra kaniensis ingår i släktet Cyrtandra och familjen Gesneriaceae. Inga underarter finns listade i Catalogue of Life.